# 四つ葉のクローバー

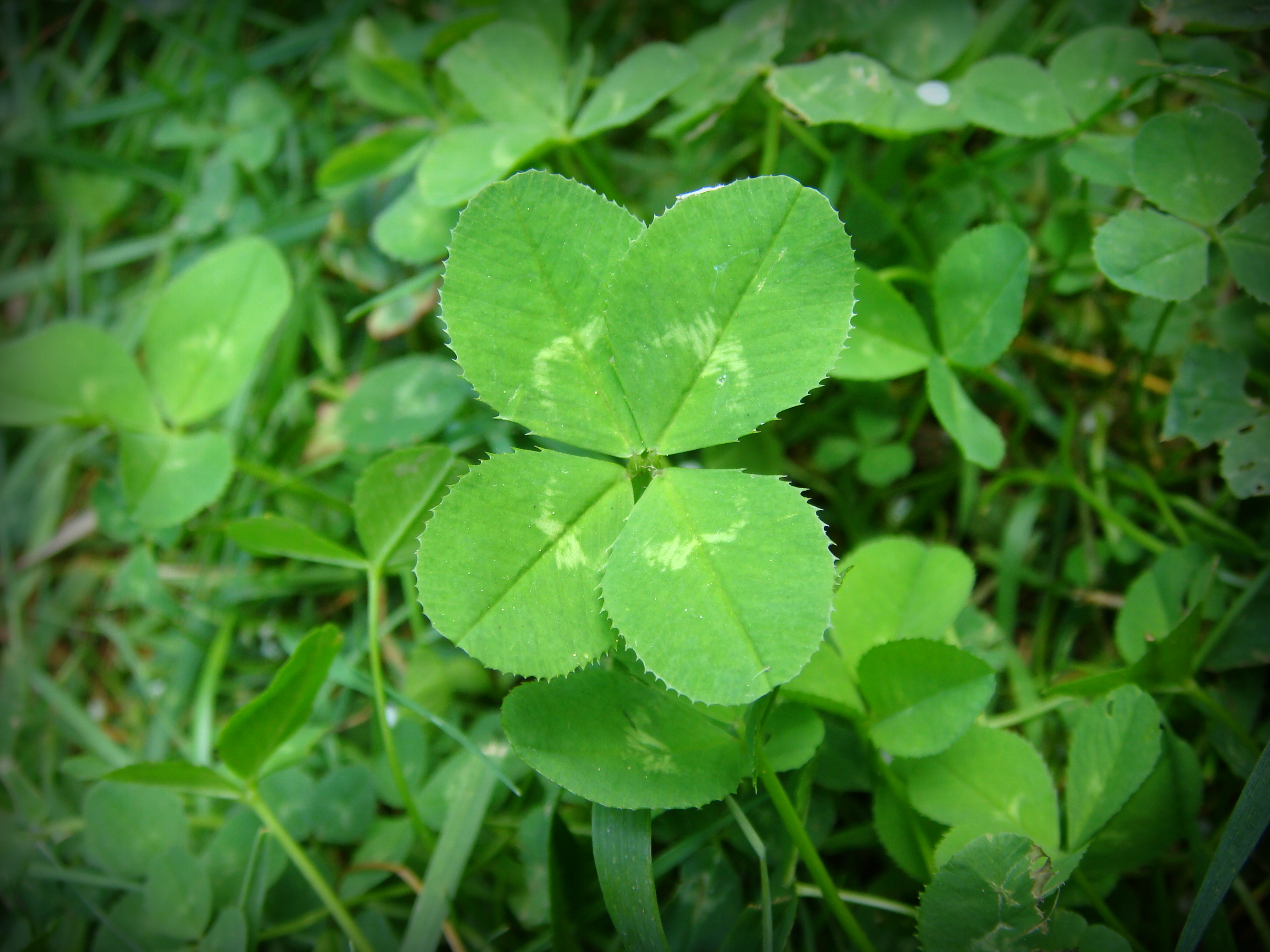
四つ葉のクローバー

四つ葉のクローバー（よつばのクローバー, 英: four-leaf clover, 独: vierblättrige Kleeblatt）は、シロツメクサの茎のうち、小葉を4枚持つものである。通常みられる3枚の小葉の変異体に相当する。言い伝えによると四つ葉のクローバーは幸運をもたらすが、このような考え方がいつ・どのように始まったかは明らかでない。

## 発生
発生確率は三葉のクローバー10,000本に対して1本という主張がある。一方、500万本のクローバーを対象とした実際の調査によると、発生確率は5,000本に1本に近い。シカゴ・トリビューンによれば、この確率にもかかわらず生涯に16万本の四つ葉のクローバーを集めたコレクターたちもいる。1時間に集めた四つ葉のクローバーの数の世界記録は166本である。2018年6月23日、米国のKatie Borkaによって達成された。

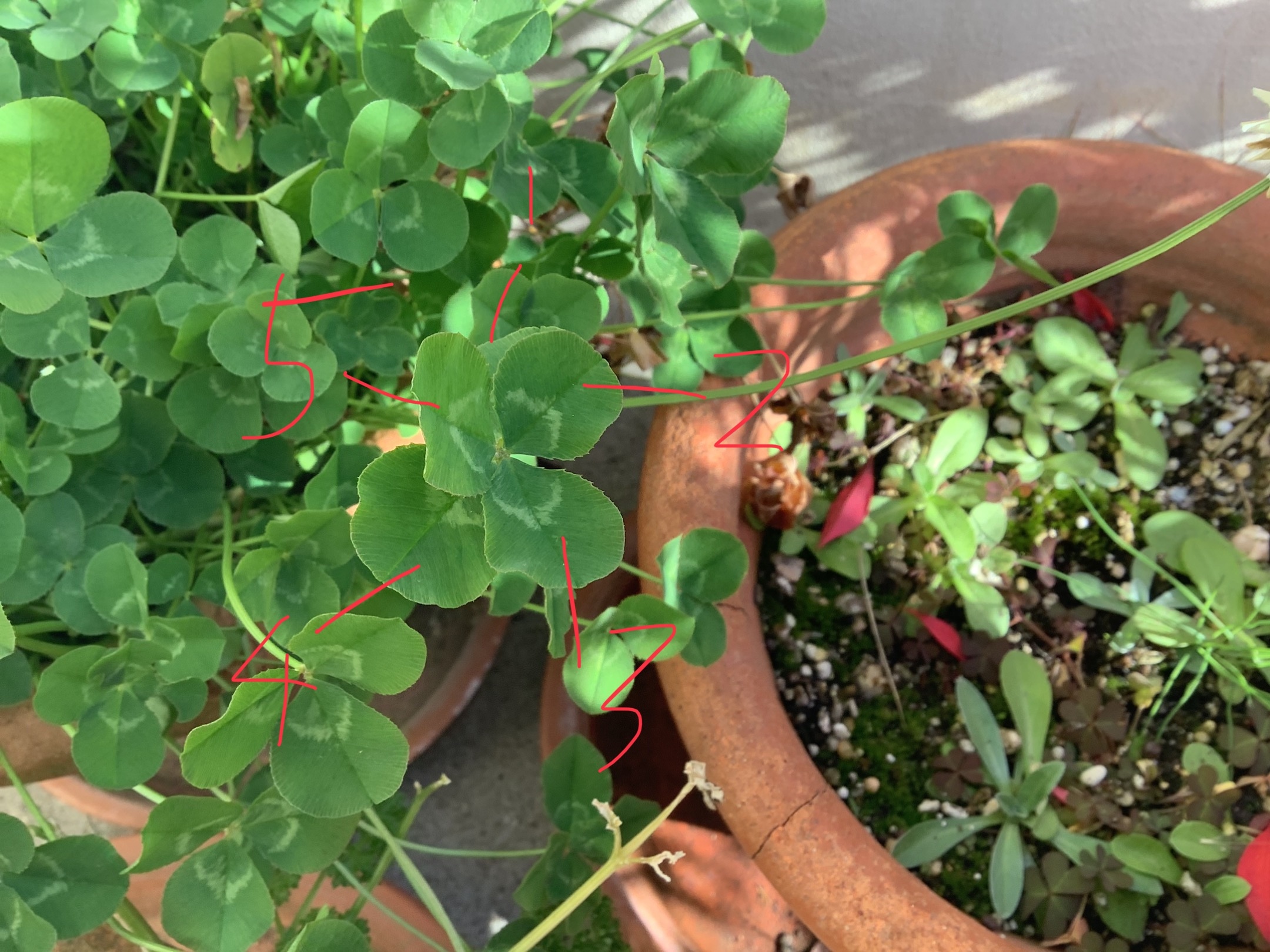
五つ葉のクローバー

クローバーは5枚以上の小葉を発生させることもある。これは四つ葉よりも稀であるが、栽培に成功している。一部のコレクターの間では（特にアイルランドで）、五つ葉のクローバー (rose clover) は特別に珍重される。1本の茎に発生した小葉の数の最大値は56である。 岩手県花巻市矢沢の小原繁男が2009年5月10日に発見した。

## 原因
4番目の小葉の発生原因は、遺伝か環境か意見が割れている。5,000から10,000本に1本という希少性は、低確率で発現する劣性遺伝子の存在を示唆する。その一方、体細胞変異または環境由来の発生時のエラーが原因である可能性を排除できない。一個体の中で偶然分離した複数の遺伝子の相互作用が原因ということもあり得る。以上4種類の説明はどれも、個別の事例を説明し得る。ジョージア大学の研究者グループは、三つ葉のクローバーを四つ葉に変える遺伝子を発見したと報告している。三つ葉遺伝子にマスクされており、環境条件にも強く影響されるが、分子マーカーを使えば四つ葉遺伝子の存在を検出できる。小原繁男も「突然変異により多葉になる遺伝子を持つ個体がある」と述べている。
四つ葉のクローバーを専門とする米国の農場によると、異常を促進する作用のある遺伝子操作された成分を植物体に導入することにより、1日あたり10,000本もの生産を可能にした（ラッキーチャームとしてプラスティックに封入して出荷）。なお、これは多数の小葉を恒常的に発生させる栽培品種である。

## 類似の植物
全く異なる種が四つ葉のクローバーと間違えられたり、誤解を招くようなやりかたで販売されたりすることがある（なお、四小葉の植物は多くない。そもそも偶数羽状複葉は奇数羽状複葉や三出複葉より遥かに例が少ない）。同じマメ科ではヨツバハギ (Vicia nipponica) という例がある。ただしシロツメクサの属するシャジクソウ属ではなくソラマメ属に分類される。カタバミ科カタバミ属のモンカタバミ (Oxalis tetraphylla) は、四つ葉のクローバーによく似た葉を持つ。シダ植物のデンジソウ（デンジソウ目デンジソウ科）も四つ葉のクローバーによく似た葉を持つ。

## 意味
古代から幸運のしるしと考えられてきた。それはおそらく希少性だけでなく、この植物が本来持つ活発な成長にもとづく。
ケルト人の祭司であるドルイドは森や植物と深い関りがあった。四葉のクローバーやオークに寄生したヤドリギなどの希少な植物を崇拝していた。
キリスト教の伝説によると、楽園追放に際し、楽園の一部だけでも形にしておこうとイブが四つ葉のクローバーを持って出た。また、聖パトリックが3枚の小葉を「信・望・愛」にたとえ、4枚目の小葉を幸福と説いたと言われている。シロツメクサの花言葉を「幸福」とする文献では、この言い伝えを由来とする。
Fower-leafedあるいはpurple grasseに関する最初期の言及は1640年に遡るが、このときは単に「子供その他の紫斑病に効くから庭で栽培される」とされている。1869年には次のような記述が見られる。
四葉のクローバーは満月の夜、魔女たちによって集められる。日中、若い娘たちが完全なる幸福のしるしを探求している間に、彼女たちはそれをバーベナその他の原材料と混合する。
幸運に関連して言及したのは、11歳の少女がSt. Nicholas Magazine誌（1877年7月号）に送った手紙が最初である可能性も指摘されている。
妖精さんがあなたの耳にささやいたことはあるの？ 四葉のクローバーを見つけると幸運が訪れると。